# Фальсификация исторических источников
Фальсификация исторических источников — создание никогда не существовавших исторических источников или изменение подлинных исторических источников. В обоих случаях производится в результате сознательного умысла, рассчитанного на общественное внимание, стремления при помощи полностью вымышленных фактов прошлого или искажения сведений о реально происходивших событиях «исправить» историю, дополнить её несуществовавшими деталями. Фальсификации исторических источников могут выявляться в течение короткого промежутка времени после их создания. Возможно также их длительное бытование в качестве подлинных. В этом случае они формируют новые мифы, которые могут оказать существенное влияние на общественность. Фальсифицированный исторический источник также является историческим источником, но принадлежит не к заявленному фальсификатором и его сторонниками времени, а ко времени изготовления. Вариантами фальсификации исторических источников могут быть фальсификация фольклора, произведений искусства, археологических находок. Фальсифицированные исторические источники могут использоваться при создании псевдоистории.
В течение нескольких веков историками вырабатывались всё более точные способы определения подлинности исторического документа, методы определения авторства, датировки памятника, с целью исключения использования фальсификатов.
Фальсификация исторических источников может осуществляться в рамках инструментального подхода к истории, который отрицает самостоятельную ценность прошлого и ставит прошлое на службу настоящему.

## Типология
Выделяются полностью фальсифицированные исторические источники, которые в плане содержания, материала, из которого они изготовлены (бумага, пергамент и т. д.), и внешних признаков (почерк, рисунки, инициалы, заставки и т. д.) противоречат признакам подлинного источника заявленного места и времени; и частично фальсифицированные письменные памятники. Последние включают две подгруппы: исторические источники, содержание, авторство, время создания которых являются подлинными, но эти источники имеют фальсифицированные внешние признаки; письменные памятники, которые являются подлинными по содержанию, внешним признакам, но включают поддельные вставки текста.
Фальсифицированными материальными историческими источниками могут быть «неуместные артефакты» — предметы (изделия, скульптуры, сооружения и др.), предположительно противоречащие общепринятым научным представлениям о факте или хронологии эволюции, развитии техники, исторической хронологии. Большинство «неуместных артефактов», исследованных учёными, оказались подделками или неверно интерпретированными предметами.

## Мотивация
Фальсификация исторического источника представляет собой не просто результат фантазии автора, но выдаётся «доказательство», нередко решающее, при помощи которого автор стремится убедить современников и потомков в истинности определённых представлений о прошлом и настоящем.
По мнению филолога Ю. М. Лотмана, сама идея исторической подделки как воспроизведения духа и художественной системы умозрительно восстанавливаемого или конструируемого памятника прошлого, может возникнуть только на сравнительно высокой стадии литературного развития. Такая задача не может быть поставлена в период, когда ещё не существует, хотя бы в наивной форме, представление об истории как сменяемости эпох и духа времени. Подделки могут рассматриваться в качестве активного взаимодействия двух систем художественного мышления — воспроизводимой эпохи и эпохи её создания. Подделка зависит от научных знаний фальсификатора и от общего уровня развития науки его эпохи, являясь, по мнению Лотмана, труднейшим жанром литературного творчества.
А. П. Толочко, анализируя причины популярности татищевских известий, высказывает мнение, что защита сомнительного источника от критики представляет собой естественную реакцию, продемонстрированную в отношении различных текстов. Попытки демистификации явно подозрительных текстов скандализируют научное сообщество и часто считаются неблаговидным поведением, не приличествующем серьёзному исследователю. По его мнению, история восприятия известий Татищева соответствует общему порядку, который характерен для успешных текстов с сомнительной репутацией. При первом появлении на публике они встречаются с восторгом, в следующем поколении вызывают скепсис, но через поколение может найтись достаточно авторитетный защитник, и эти тексты прочно утверждаются в каноне, изъять из которого что-либо становится крайне трудно.

## Развитие
Фальсификация документов имела распространение в Средние века и не подвергалась осуждению. Средневековая культура в целом строилась на уважении к авторитету. В случае если авторитету были приписаны высказывание или текст, автором которых он не являлся, но содержание было безусловно благим, то такая атрибуция не подвергалась сомнению. Главный критерий истинности документа заключался в благе, обеспечиваемом этим документом.

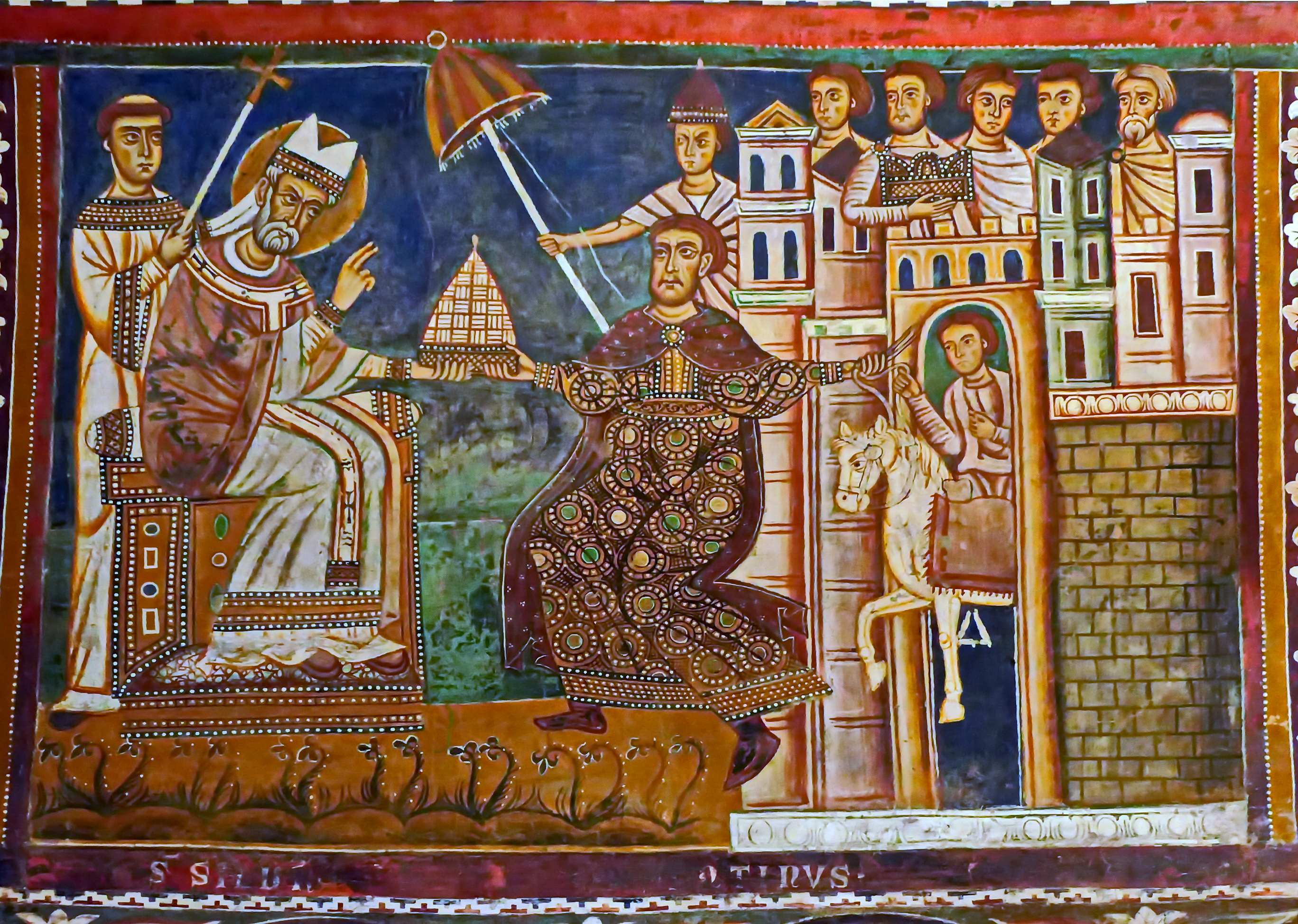
Папа Сильвестр I получает от Константина Великого знаки папской власти; одна из фресок XIII века капеллы Сан-Сильвестро, иллюстрирующих историю подложного «Константинова дара»

Итальянский гуманист Лоренцо Валла применил созданный в рамках классической филологии критический метод к «Константинову дару», документу, согласно которому первым христианским римским императором Константином Великим власть была передана римским папам, и на разных основаниях, доказал, что этот документ является фальшивкой. Валла не решился опубликовать своё исследование. «Размышления о вымышленном и ложном дарении Константина» были опубликованы только в 1517 году, через полвека после смерти автора, когда в Европе уже происходила Реформация.
Наиболее существенно средневековое доверие к авторитетам было дискредитировано Рене Декартом, положившим в основание западной науки принцип методического сомнения, согласно которому на веру не может приниматься никакой авторитет. Позднее было раскрыто большое число средневековых фальсификатов. Эти разоблачения повлияли на формирование легенды о «мрачном Средневековье». Однако в рамках средневековой культуры вопрос о подлинности «верного» высказывания не мог ставиться.
В XVIII — начале XIX веках ещё не закрепилось понимание существования объективной внутренней системы языка и общепринятым было представление, что грамматический строй языка является результатом «правил», а правила возникают вместе с развитием знаний. Следовательно, древний язык представляет собой не язык с другим грамматическим строем, а язык вообще без грамматики, тёмный и бессистемный. По этой причине фальсификатор не пытался воспроизводить строй древнего языка, а стремился к произвольности, полагая, что в языке, ещё не имевшем правил, каждый говорил и писал, как хотел.
С последней трети XX века в рамках вышедшей за пределы позитивизма постмодернистской культуры стремление к устранению фальсификатов из общественного сознания ослабевает. Получило распространение постмодернистское уравнивание любых текстов о прошлом, представление, что если историк не имеет прямого доступа к прошлому, прошлое недоступно для исследования, а он лишь работает с текстами, то несущественно является ли конкретный текст подлинным. Утверждается, что значительно важнее, роль этого текста в культуре и обществе. Так, «Константинов дар» закреплял политическую систему в Европе в течение многих веков и был разоблачён только после потери своего реального влияния, поэтому якобы не имеет значение был ли он подлинным. Также утверждается, что гуманитарная наука, включая историю, стремится создавать будущее, а исторические источники лишь помогают убедить массы в правильности выбора пути развития.
В рамках современной политики и «исторического бизнеса» получил распространение инструментальный подход к истории, отрицающий самостоятельную ценность прошлого и ставящий прошлое на службу настоящему. Если не хватает нужных доказательств, их допустимо создать. Таким путём утверждаются новые датировки основания городов, на основании которых которыми из государственного бюджета выделяются денежные средства; на основании явного или подразумеваемого заказа власти находят опровержения норманской теории и т. п. «Исторический бизнес» использует историю для привлечения финансовых потоков. Политические силы в борьбе за групповую идентичность стремятся занять место не только на определённой территории, но и во времени. Связывающие группу основания продлеваются или в будущее (группы, скреплённые идеалами), или в прошлое (группы, связанные общей историей, в том числе вымышленной). Политики обращаются к теоретикам социального конструктивизма, согласно которым история может являться основой, сплачивающей нацию, и многие политики осуществляют «исторический конструктивизм» сознательно. В этой ситуации важная роль принадлежит пиарщикам и политологам, «исправляющим» историю в политических целях. По мнению историка И. И. Куриллы, эти тенденции могут привести к «новому Средневековью», когда «благой целью» оправдывается фальсификация источников или их пристрастный отбор.

## Романтический национализм XVIII—XIX веков

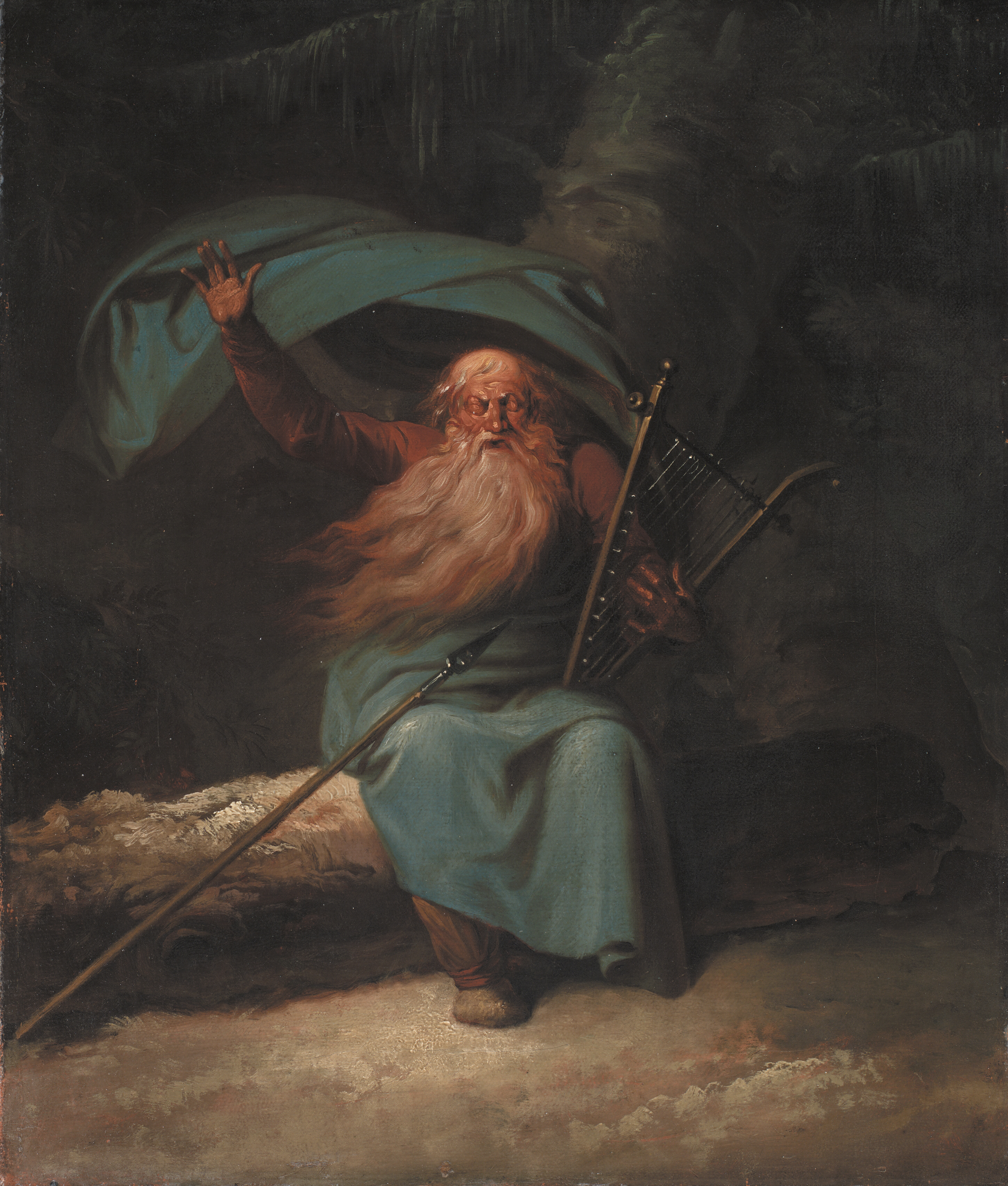
Оссиан, вымышленный кельтский бард III века, от лица которого написаны поэмы Джеймса Макферсона и его подражателей; художник Николай Абилдгаард, между 1780 и 1782

В середине XVIII века шотландский поэт Джеймс Макферсон опубликовал прозаические переводы на английский язык нескольких поэм, принадлежавших, по его словам, барду III века Оссиану. К 1763 году Макферсон издал две большие поэмы Оссиана — «Фингал» и «Темора» — и 21 малую поэму Оссиана. 11 из 16 фрагментов «древней поэзии» вошли как вставные эпизоды в эти поэмы. После публикации «Фингала» на Макферсона обрушились просьбы, переходящие в требования, предъявить подлинные древние рукописи, с которых был выполнен перевод. Макферсон всячески затягивал дело, ссылаясь на свою занятость. Ответом стало издание, содержащее гэльские тексты одиннадцати из поэм Оссиана (включая «Фингала» и «Темору»), вышедшее в 1807 году, уже после смерти Макферсона. Эти тексты, однако, не внесли ясность в вопрос о подлинности поэм Оссиана: по мнению многих исследователей, язык, на котором они написаны, — современный Макферсону гэльский с характерными англицизмами, а сами «оригиналы» — обратные переводы английских «Поэм Оссиана» на гэльский язык. Никаких древних рукописей, хоть сколько-нибудь близких к поэмам Оссиана, до сих пор не найдено, а сами поэмы считаются мистификацией.
В 1874 и 1881 годах фольклористом боснийским сербом Стефаном Верковичем было опубликовано два тома сочинения «Веда Славян» («болг. Веда Словена») — сборника песенного творчества и легенд, в котором утверждается, что это песни и предания языческих времён, сохранившиеся в устной традиции помаков (мусульманской этнической группы из юго-западной Болгарии) и собранные болгарским учителем Иваном Гологановым. «Веда Славян» содержит описания, как утверждается, древних обычаев, связанных с рождением, воспитанием и женитьбой знаменитых героев, прославлением и пением гимнов богам. Имена богов включают как якобы славянские (надёжно не засвидетельствованные), такие как Витна, Коледа, Водна, Росна или Снигна, так и имена индуистских божеств: Вишну и Сива (Шива). Также упоминаются якобы славянские правители, такие как Сада, Синдзе, Талатина, Брахил, Брава, а также мифический Орфей.
Вопрос о подлинности содержания этого сборника возник со времени его первой публикации. Содержание «Веды Славян» соответствует псевдоисторическим идеям Верковича о славянах как наиболее чистых потомках ариев и, предположительно, является мистификацией Гологанова, призванной доказать древность истории славян. Предполагается, что не найдя в полевых условиях песен на заданные Верковичем темы, Глоганов сам составил такие песни и продавал их Верковичу как оригинальные. Веркович посчитал, что песня об Орфее слишком короткая, и предложил Глоганову награду в десять дукатов, если тот найдет более длинную и полную версию. Вскоре Глоганов предоставил песню из 853 стихов. До издания первого тома «Веды Славян» в Белграде в 1874 году Глоганов составил 56 «оригинальных» стихотворений общим объёмом 17 тысяч стихов, которые вошли в этот том. Второй том, изданный в Петербурге в 1881 году, содержит обрядовые песни, сгруппированные вокруг 20 народных праздников, всего 15 тысяч стихов. Глоганов, деятельность которого дорого оплачивалась, оставил работу учителя. Он выстроил целый «пантеон древних фракийцев», то есть, в его понимании, славянских богов, которым дал имена Сива (Шива), Вишну, Игне, Друида и др. Он разработал особый псевдославянский язык, который он назвал «фракийским» и который сохранился в эпических песнях: «Вета е вила ветише, / Хруј ми сефита, / Сефита, удита, / Веј ми санита, / Урум ми тата. / Тата ми финита / Трај ми далита». Гологанов, несмотря на неоднократные просьбы, не смог назвать никого из народных певцов, песни которых, как он утверждал, были им записаны, и отказался лично встретиться с издателем. В конечном итоге Веркович посчитал себя обманутым и воздержался от дальнейшей публикации материалов.

## Летописи
В публикации Д. П. Дементьева в «Костромской старине» приведены выдержки из так называемых Ветлужского и Кажировского летописцев. Историк А. С. Верещагин доказал, что, вероятнее всего, это литературная мистификация XIX века. Он привёл явные заимствований из более поздних источников. Кроме того на мистификацию указывает и сама история обнаружения летописцев, весьма напоминающая таковую у более известных литературно-исторических мистификаций Нового и Новейшего времени.

## Славянское неоязычество
Различные сфальсифицированные исторические и фольклорно-мифологические тексты используются в славянском неоязычестве (родноверии). Традиции славянского язычества были в значительной степени утеряны вследствие принятия христианства, поэтому ряд славянских неоязыческих течений в своих представлениях о язычестве и истории славян и других народов опирается на различные фальсификации и использует в качестве источников работы авторов фолк-хистори и близкие к ним тексты. Религиоведы A. B. Гайдуков и Е. Ю. Скачкова отмечают, что родноверы в качестве источников часто используют авторские тексты и вольное истолкование культуры.

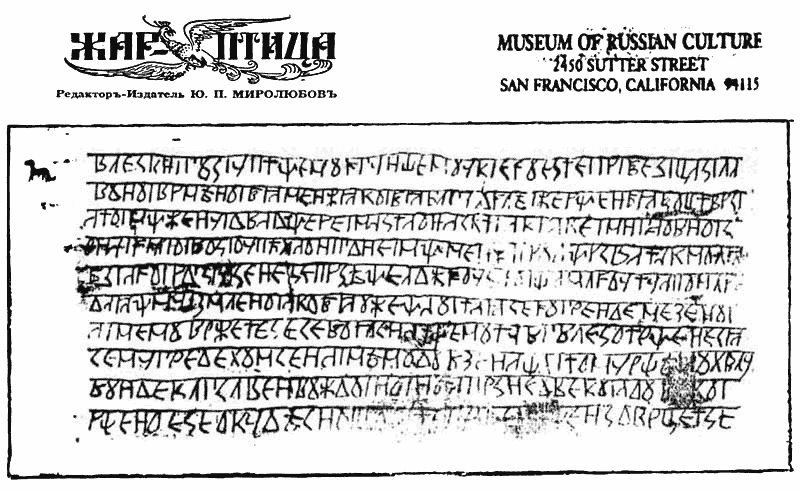
Изображение, заявленное как фотография дощечки «Велесовой книги»

Во многих направлениях славянского неоязычества значительную роль играет «Велесова книга» («дощечки Изенбека»), сочинение, на основании языковых особенностей (написана на смеси ряда бессистемно деформированных современных славянских языков), содержания и истории текста признанное учёными фальсификацией, вероятнее всего созданной в 1950-х годах её первым публикатором русским эмигрантом Юрием Миролюбовым.
В ряду других фальсификаций «Велесова книга» выделяется масштабом как самой фальсификации, так и попыток доказать её подлинность.

## Значение
Фальсификация, являющаяся негативной для исторической науки, не всегда является таковой для литературы. Так, подложные Оссиановы поэмы (фальсификация шотландского поэта Джеймса Макферсона) рассматриваются как великий литературный памятник. Однако удачные исторические подделки имеют большое значение преимущественно лишь для литературы эпохи их «обнаружения» (создания). Они встроены в идеологический контекст именно своей эпохи: например, поэмы Макферсона — в контекст европейской литературы переломной эпохи, песни Вацлава Ганки и Йозефа Линды — в контекст чешского романтизма. Поскольку фальсификация ориентирована на современные ей потребности, смыслы, вкладываемые в любую подделку, понятны современникам целиком.